# Howard V. Hendrix
Œuvres principales
- Série Tetragrammaton

Howard Vincent Hendrix, né le 5 mars 1959 à Cincinnati en Ohio, est un écrivain américain de science-fiction. 

## Œuvres

### SérieTetragrammaton
1. Orbital Park, Payot, coll. « SF », 2002 ((en) Lightpaths, 1997), trad. Guy Abadia  (ISBN 2-228-89522-9)
2. Onde stationnaire, Payot, coll. « SF », 2003 ((en) Standing Wave, 1998), trad. Guy Abadia  (ISBN 2-228-89694-2)
3. (en) Better Angels, 1999

### SérieThe Labyrinth Key
1. (en) The Labyrinth Key, 2004
2. (en) Spears of God, 2006

### Romans indépendants
- (en) Empty Cities of the Full Moon, 2001

### Recueils de nouvelles
- (en) Testing, Testing, 1, 2, 3, 1990
- (en) Human in the Circuit and Other Stories, 2011
- (en) Perception of Depth and Other Stories, 2011
- (en) The Girls with Kaleidoscope Eyes, 2019